# Honingrussula
De honingrussula (Russula melliolens) is een schimmel behorend tot de familie Russulaceae. Hij is een symbiont die groeit bij eik of beuk.

## Kenmerken
Hoed
De hoed heeft een diameter van 4–12 cm is matig vlezig. Bij jonge exemplaren is de hoed gewelfd. Later wordt deze vlakker en in het midden verdiept. De hoed is vaak rood, maar ook andere kleuren komen voor. Het spectrum varieert van helderrood, karmijnrood, bleek vleesroze of oranje tot abrikooskleurig. Soms is de hoed ook paars-violet van kleur en het midden bijna zwartachtig. Vaak neigt het centrum te vervagen en is het bruinachtiger-roodachtig van kleur, of wordt het met de tijd saffraankleurig gevlekt.
De hoedrand is golvend of gelobd en naarmate ze ouder worden wordt deze licht gegroefd. De hoedhuid is licht glanzend bij droogte en ruw of licht gerimpeld bij nat weer. De hoedhuid is minstens tot halverwege afpelbaar.
Lamellen
De zeer brede en stompe lamellen zijn bij de steel afgerond en nagenoeg vrij. Ze zijn witachtig als ze jong zijn, daarna bleek crèmekleurig en meer gelig van kleur naarmate ze ouder worden.
Steel
De witte, soms bleekroze steel is 3–13 cm lang en 1–3 cm breed. Hij is meestal licht gezwollen en heeft een onregelmatig silhouet. Het vlees is aanvankelijk stevig, maar met de jaren wordt de binnenkant van de steel sponzig tot hol. De steel neigt naar bruin vanaf de basis en wordt roestbruin en uiteindelijk roodachtig of geelachtig bruin met de tijd.
Geur
Het vlees heeft aanvankelijk een zwakke honinggeur, maar als het uitdroogt heeft het een zeer kenmerkende honinggeur. Naarmate het opdroogt, wordt de geur sterker en ruikt soms zelfs naar peperkoek en soms bijna onaangenaam voordat het weggaat.
Smaak
De smaak is mild en slechts in zeldzame gevallen een beetje bitter.
Sporenprint
De sporenprint is licht crème of wittig (IIa-b volgens Romagnesi). 

### Microscopische kenmerken
De sporen zijn bijna bolvormig en hebben de maat 8–11 × 7–10 µm.

## Verspreiding

Verspreidingsgebied in Europa

De honingrussula komt voor op de Canarische eilanden, Noord-Afrika (Marokko), Noord-Amerika (Verenigde Staten) en Europa. In Nederland en Vlaanderen komt de soort zeldzaam voor. Hij staat op de rode lijst in de categorie ernstig bedreigd. Vruchtlichamen zijn met name te vinden van augustus tot in oktober.

## Chemische reacties
Het vlees reageert snel intens blauw met guaiac, terwijl ijzersulfaat slechts een zwakke bleke of vuilroze verkleuring veroorzaakt.